# 'Ndrangheta in Australia

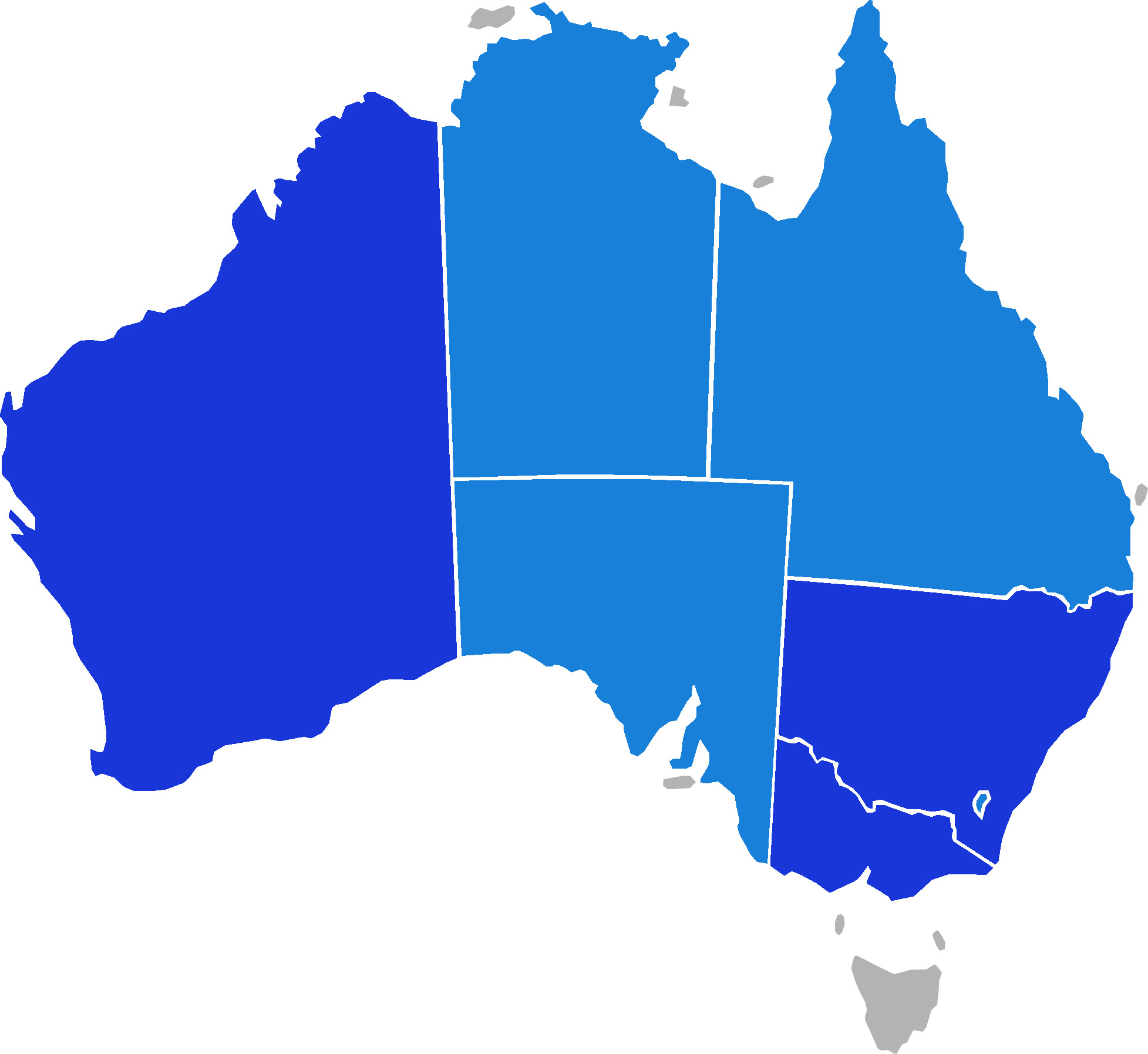
'ndrangheta in Australia, In blu la presenza accertata di locali, in azzurro la presenza di famiglie e di sovrastrutture

(John Cusack e Ugo Macera, Ex questore di Roma)
La presenza della 'ndrangheta in Australia risale agli inizi del novecento con le prime migrazioni di italiani. In loco venne chiamata: Honoured society (onorata società). 
È composta per lo più da 'ndrine originarie della Locride e Aspromonte, in particolare Platì, con cui mantengono ancora oggi i contatti. 

La 'Ndrangheta, ad oggi, è presente in tutti gli stati australiani; i gruppi più attivi sono: i Papalia-Sergi-Barbaro, gli Alvaro e i Giorgi-Morabito-Barbaro.
Alcune 'ndrine australiane hanno fatto parte fino agli anni novanta del cosiddetto Siderno Group, una vasta rete criminale 'ndranghetista che trafficava in droga tra il Sud America, il Canada, gli Stati Uniti, l'Europa e l'Australia stessa.

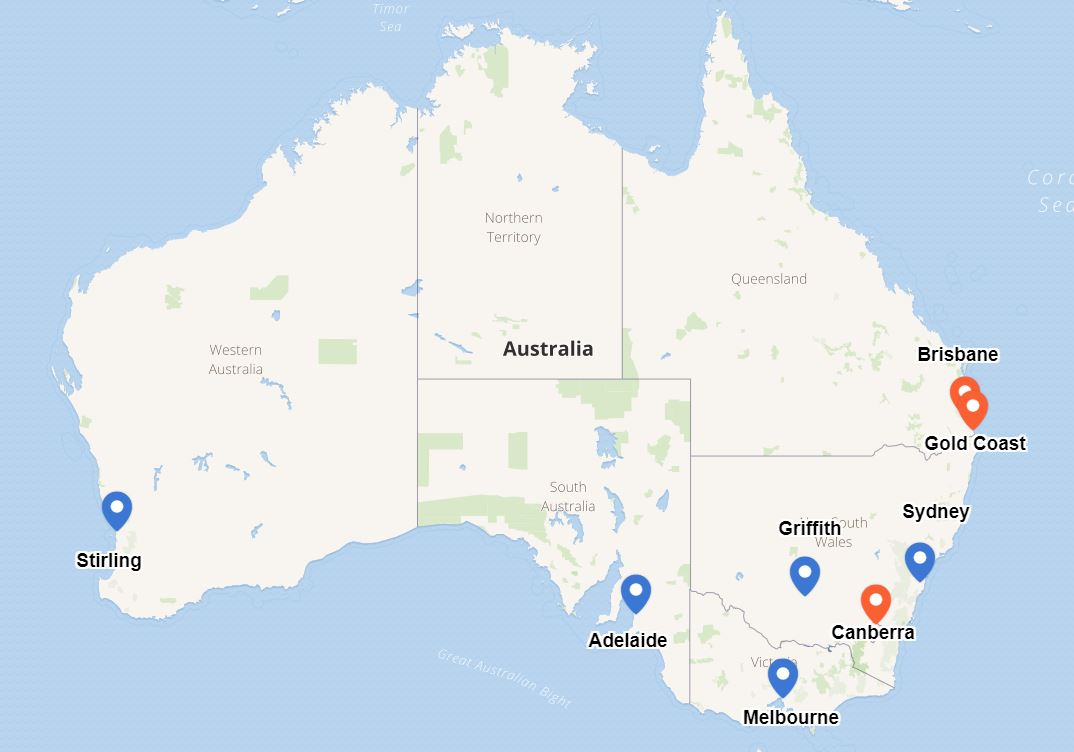
'ndrangheta in Australia 2017. In blu la presenza accertata di locali

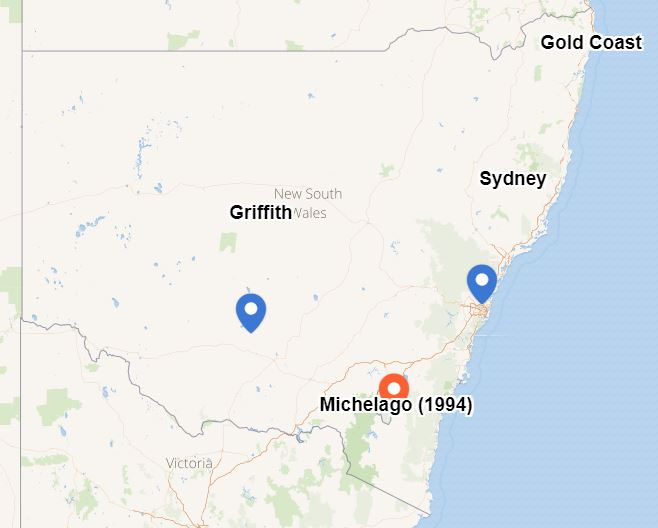
'ndrangheta in Nuovo Galles del Sud

Tra gli omicidi eccellenti si annoverano quello dell'attivista Donald Mackay il 15 luglio 1977 a Griffith e del vicecapo della polizia federale dell'Australia Meridionale Colin Winchester assassinato a Canberra il 10 gennaio 1989.
Ad oggi le forze dell'ordine australiane non ritengono vi siano organizzazioni criminali di stampo mafioso nel loro territorio, nonostante i numerosi processi e condanne definitive avvenute in passato.

## Caratteristiche
La 'ndrangheta in Australia, oggi, si presenta molto simile alla sua controparte originaria in Calabria, tra cui la sua struttura organizzativa in locali, i rituali di affiliazioni e i metodi di risoluzione dei conflitti nonché una parte imprenditoriale che usa il metodo mafioso (intimidazione) e la corruzione per lavorare in attività economiche legali o illegali. Il cuore dell'organizzazione rimane calabrese sia in termini di etnicità che di contesto socio-comportamentale e culturale: solidarietà etnica, orgoglio etnico, impegno nel territorio e nella comunità calabrese, ed infine la reputazione derivante dal successo nelle attività criminali descrivono la 'ndrangheta in Australia.
La 'ndrangheta in australia è calabrese ma non in tutte le sue dimensioni ovvero spesso non appare direttamente o esclusivamente collegata ad attività criminali su larga scala ma in ogni caso gli affiliati che vi partecipano hanno ruoli apicali in quanto come organizzazione e come marchio possono fornire reti, credito, contante, accesso polltico e protezione.
È chiaro ormai che vi sono aree in cui i clan sono diventati più attivi nel corso degli anni e coincidono con i luoghi storici o contemporanei di presenza di comunità calabresi o dell'Italia meridionale come: Griffith (NSW) e Melbourne (ad esempio: la Little Italy di Carlton), Fairfield e Bossley Park (Sydney), Stirling (Perth), alcuni distretti di Adelaide e l'hinterland di Canberra.

## Struttura
Con l'operazione Crimine del 2010 si è confermato che i locali presenti in Australia fanno riferimento a una camera di controllo detta Crimine, i cui componenti fanno capo al Crimine di Polsi e si riuniscono periodicamente con le cosche calabresi per assumere decisioni e coordinarsi fra di loro.
Negli anni ottanta i servizi informativi australiani scoprono della presenza di una struttura di coordinamento dell'organizzazione di cui fanno parte i principali capibastone e in particolare i 6 capi che controllano le sei macro-aree in cui è stata suddivisa l'Australia.
Nel 1981 erano: Giuseppe Carbone per l'Australia Meridionale, Domenico Alvaro per il Nuovo Galles del Sud, Pasquale Alvaro per Canberra, Peter Callipari per Griffith (Nuovo Galles del Sud), Pasquale Barbaro per Melbourne e Giuseppe Alvaro per Adelaide.
Ad Adelaide le 'ndrine Sergi, Barbaro, Trimboli, Romeo, Nirta, Alvaro, e Perre vengono denominate le "sette cellule".

### Locali
- Locale di Stirling (Stirling - Perth)[9]
- Locale di Melbourne[10][11]

## Storia

### Prima metà del '900 - Il piroscafo Re D'Italia e i primi omicidi

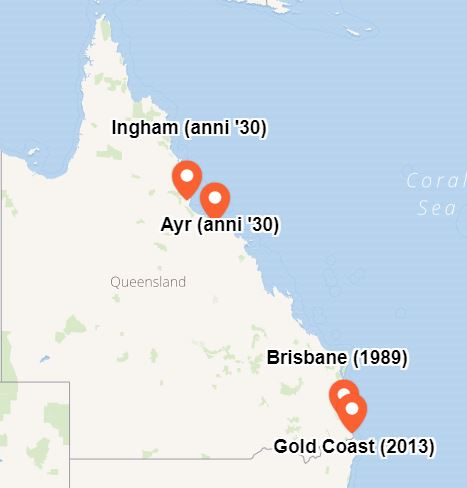
'ndrangheta in Queensland: Ayr e Ingham (Queensland), paesi in cui fu attivo Vincenzo D'Agostino

L'ingresso di elementi 'ndranghetistici in terra australiana, secondo il rapporto dei servizi segreti australiani (ASIO) degli anni sessanta del Novecento, ha luogo il 18 dicembre 1922, quando il piroscafo Re D'Italia approda al porto di Melbourne.
Di questo storico avvenimento l'organizzazione criminale ha tramandato il racconto secondo cui furono 3 gli affiliati che per primi portarono e fondarono la società criminale in Australia: Antonio Barbaro, detto "the toad" nello Stato di Victoria, Domenico Stano (? - 1965) nel Nuovo Galles del Sud e un terzo di cui non si conosce il nome a Perth in Australia Occidentale, in cui fondò un Locale.
Dall'inizio del Novecento fino agli anni cinquanta si hanno notizie di 'ndrangheta sono nello Stato di Victoria e del Queensland. In quest'ultimo fu rilevata una lotta per la conquista del mercato della frutta e verdura.
Grazie alle informazioni tratte dalle forze dell'ordine locali tra il 1928 e il 1940 si possono far risalire 30 attentati e 10 di omicidi riconducibili alla malavita calabrese ma che all'epoca vennero attribuita ad una generica "The black hand": La mano nera.
Essa si dedicava al furto e all'estorsione, successivamente alla coltivazione della canapa.
Negli anni venti Vincenzo D'Agostino fu il primo capobastone degno di nota, attivo ad Ayr, Ingham e Innisfal, nel Queensland settentrionale.
Nel 1930 la polizia scopre che un certo Antonio Brando era un capo-'ndrina di Melbourne.
Da un rapporto degli anni sessanta di John T. Cusack, elemento dell'FBI statunitense scopre che il 20 gennaio del 1932 fu ucciso Rocco Trimarchi, elemento di spicco della malavita calabrese di Melbourne.
Il 20 gennaio 1932 viene ucciso il boss di Griffith Rocco Trimarchi.

### Anni cinquanta e sessanta - L'ASIO crea un documento sulla criminalità italiana ed il controllo del Queen Victoria Market
famiglie o gruppi, sotto la guida di un capo famiglia»
(Ciconte e Macrì, 2009, pp. 11-12)
Nel 1965 l'ufficiale Colin Brown dell'Australian Security Intelligence Organisation (Organizzazione dei servizi di Sicurezza australiani) conferma l'esistenza di una criminalità organizzata nella comunità calabrese. 
Questa conferma arrivò dopo che fu incaricato di aprire una commissione sulla criminalità organizzata sul suolo australiano che alla fine produrrà il documento: "The Italian Criminal Society in Australia" (La società criminale italiana in Australia). Secondo il magistrato statunitense Ihon Cusack operava già a Melbourne, nel Queensland, in Australia occidentale e nello Stato di Victoria dove contava già 300 membri.
In questo periodo viene anche stilato un rapporto dall'uomo della DEA John T. Cusack che per la prima volta afferma l'esistenza di 'ndrine anche nel Nuovo Galles del Sud, ed in particolare a Griffith, paese di Riverina, e nell'Australia Meridionale. Nel rapporto furono elencate anche diverse famiglie: Sergi, Barbaro, Trimboli, Agresta, Zappia, Romeo, Musitano, Ielasi, Perre, Romeo e Violi.
Tra gli anni cinquanta e sessanta nello Stato di Victoria vi fu il dominio di Domenico Italiano detto il Papa, morto il 13 dicembre 1962; egli aveva il controllo del Queen Victoria Market di Melbourne, tre mesi dopo prese il suo posto Vincenzo Angilletta creando la cosiddetta 'ndrina La Bastarda e venne ucciso nel marzo del 1963 davanti a casa sua, a Northcate in Sheppard Street.
Nel 1960 a Sydney dopo la morte di Raffaele Mafrici, diventa boss di una famiglia della città Domenico Alvaro detto "Mr. Lenin" (1910).
Nel 1964 muore a Mildura (Victoria) Giuseppe Rullo (Joseph Roller), presunto capoclan rimpiazzato poi dai suoi figli.

### Anni settanta - L'omicidio di Donald Mackay

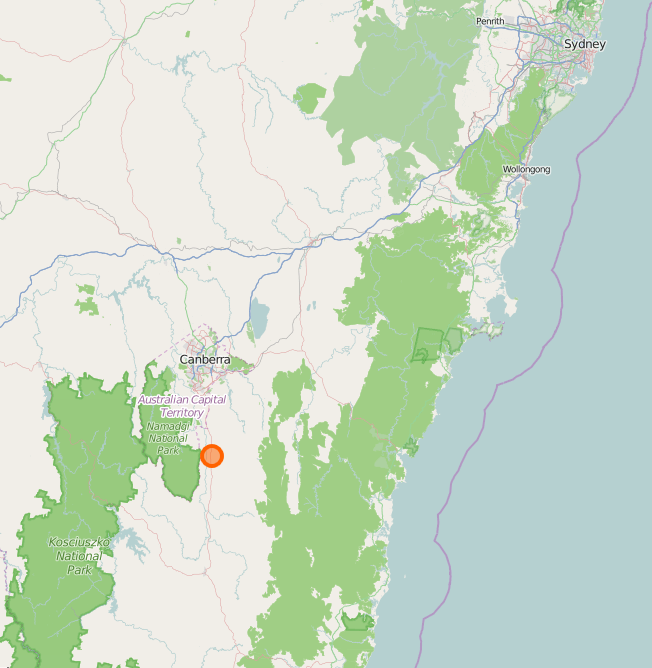
A Michelago (Nuovo Galles del Sud) Viene scoperta una coltivazione di Canapa

Negli anni settanta vengono ritenuti i responsabili della scomparsa del candidato al parlamento del Nuovo Galles del Sud Donald Mackay (scomparso il 15 luglio 1977), che aveva additato come responsabili del traffico di marijuana e eroina i capibastone Robert Trimboli, Anthony Sergi e Giuseppe Scarfò.
Nel Queensland Bruno Romeo (Platì 1921 - Adelaide 2-11-2016), detto The Fox, originario di Platì e trasferitosi a Griffith nel 1951, affiliato ai Sergi è uno dei boss più importanti dell'area. Si sposa con Nazzarena Perre, imparentata con il Domenico Perre accusato di aver ucciso nel 1994 il poliziotto Geoffry Bowen.
Sempre in questo periodo alcune indagini scoprono coltivazioni di canapa, oltre che a Griffith a Yelardin (Queensland) e Michelago (Nuovo Galles del Sud) e altri paesi dell'Australia Meridionale.

### Anni ottanta - La scoperta del Crimine australiano e l'omicidio del vicecapo della polizia federale Colin Winchester

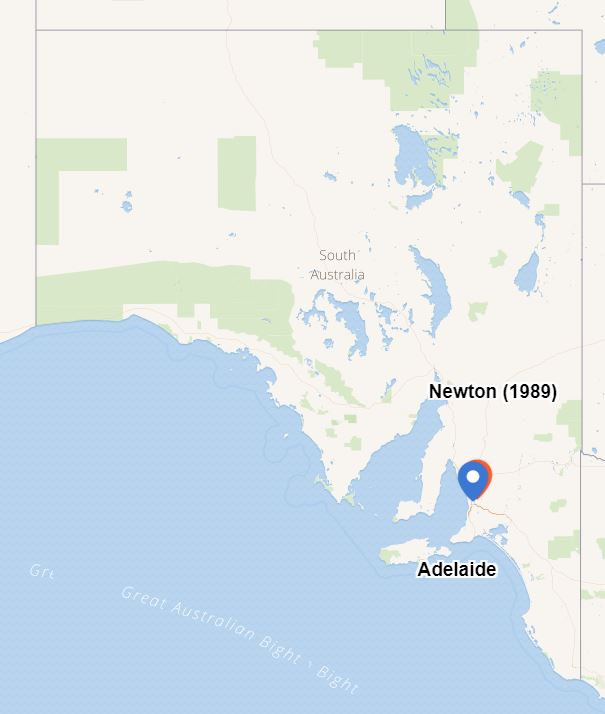
'ndrangheta in Australia Meridionale: Newton, in Flotta Street viene rinvenuto un codice di 'ndrangheta

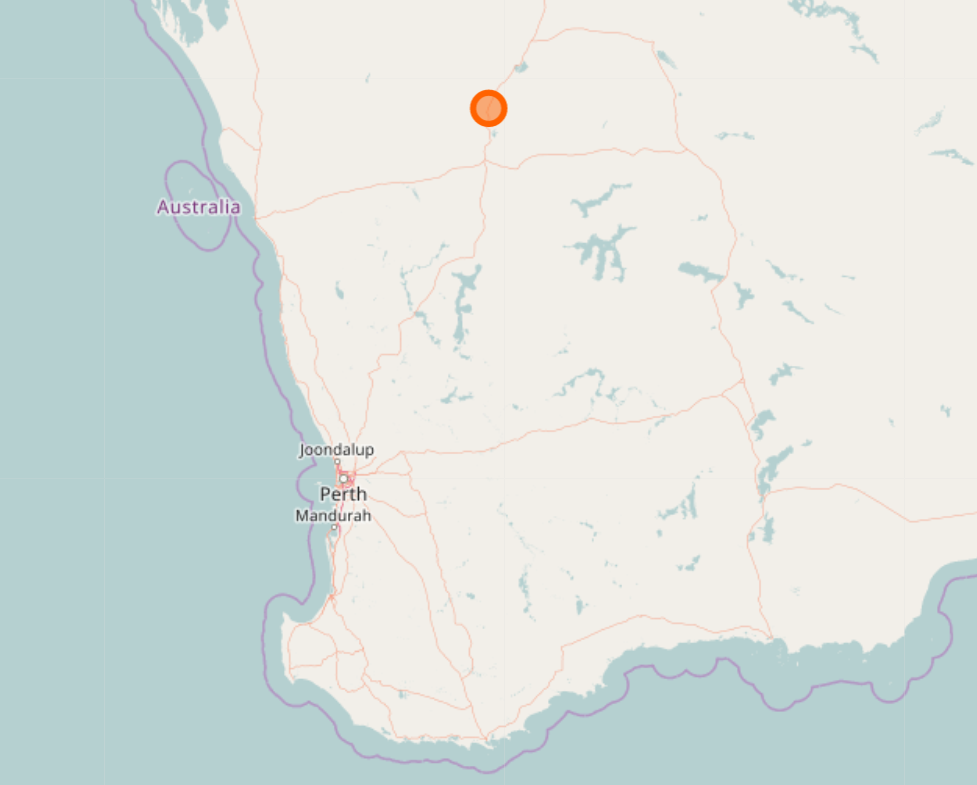
Cue (Australia Occidentale), luogo in cui viene ritrovato un campo di Marijuana

Negli anni ottanta i servizi informativi australiani scoprono la presenza di una struttura di coordinamento dell'organizzazione di cui fanno parte i principali capibastone e in particolare i 6 capi che controllano le sei macro-aree in cui è stata suddivisa l'Australia.
Nel 1981 erano: Giuseppe Carbone per l'Australia meridionale, Domenico Alvaro per il Nuovo Galles del Sud, Pasquale Alvaro per Canberra, Peter Callipari per Griffith, Pasquale Barbaro per Melbourne e Giuseppe Alvaro per Adelaide.
Nel 1987 Bruno Lee Romeo, fratello di Giuseppe "Joe" Romeo, figli del boss Bruno Romeo viene incarcerato per tre anni per il possesso di un campo di un ettaro e mezzo di cannabis.
Furono fatte delle inchieste parlamentari e ancora nel 1989 si scoprì un traffico di denaro proveniente da Gioiosa Ionica verso il paese per la spedizione di cocaina in Calabria.
Nel 1988 il governo italiano decide di mandare Nicola Calipari a investigare sulla struttura organizzativa e traffici illeciti della 'Ndrangheta. Durante quel periodo vengono trovati anche codici, formule e riti scritti da membri dell'organizzazione.
Il 10 gennaio 1989 viene assassinato a Canberra Colin Winchester, vicecapo della polizia federale dell'Australia Meridionale che mise in risalto la presenza della malavita calabrese attraverso i media.
Nel settembre dello stesso anno si scoprì che alcuni ndranghetisti si riunivano in via Flotta a Newton (Sobborgo di Adelaide - Australia Meridionale) e fu rinvenuto un codice dell'organizzazione. Le autorità australiane però mai individuarono la 'ndrangheta come associazione pericolosa in sé, si limitarono a perseguire i reati commessi dai singoli membri, come avviene fino ad oggi.
Sempre nel 1989 in Australia Occidentale il Dipartimento di Agricoltura si imbatte in una piantagione di Cannabis a Kalli Station (terreno governativo concesso in uso per la pastorizia) nei pressi di Cue e successivamente un'altra a Gingin; le indagini infine portano a scoprire la pianificazione di un altro campo di cannabis a Mt Elvire Station nei Goldfields e portano all'arresto di 10 persone tra cui Rocco Versace, Sebastiano "Dom" Pizzata e Bruno Romeo che però risulta latitante. Il processo finisce con l'arresto di persone accusate di cospirazione e 3 per reati correlate. Al termine di esso parte l'operazione Cerberus per catturare Romeo.
Solo dopo 3 mesi con l'operazione Rottweiler scaturita da Cerberus Romeo viene arrestato a Lismore (Nuovo Galles del Sud).
Dopo 18 mesi viene condannato a 10 anni di carcere per cospirazione e coltivazione illegale di Cannabis (dicembre 1992).

### Anni novanta - Il Siderno Group e l'omicidio di Geoffrey Bowen

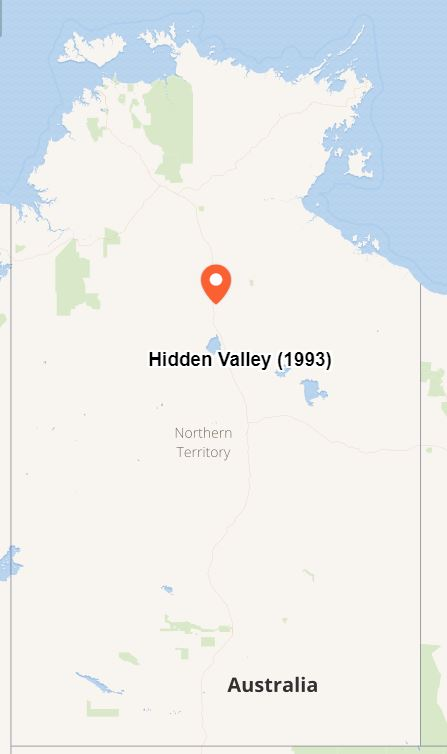
Hidden Valley (500 km a sud di Darwin), fu trovato un campo di marijuana appartenente a Francesco e Antonio Perre

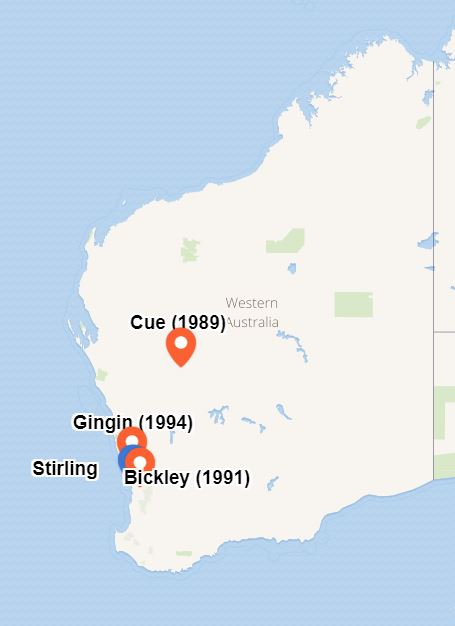
'ndrangheta in Australia Occidentale: Gingin (Australia occidentale), paese in cui fu trovato un laboratorio di anfetamine finanziato da Salvatore Scaffidi. A Bickley (Australia Occidentale) viene ritrovato una piantagione di marijuana di 'ndrangheta

Negli anni novanta le 'ndrine continuano l'attività di narcotrafficanti e solo in questo periodo l'autorità nazionale del crimine (National Crime Authority o NCA) si impegnò a comprendere meglio, e pianificare una strategia per combattere il crimine organizzato italiano. L'operazione che ne scaturì fu chiamata Cerberus.
Ad essa seguirono anche le operazioni Afghan, Beetle, Bradman, Chow, Dingo, Fallow, Husky, Regis, Jungla, Parabola, Pegaso, Pizza, Troodon, Spaniel, Sput, Strap 1, Strap 2, Vulpino e Zappa.
Nel 1991 le forze dell'ordine arrestano i fratelli Salvatore "Sam" e Francesco Scaffidi dopo aver trovato 2 piantagioni di Marijuana nel frutteto di Bickley (Australia Occidentale).
Nel 1993 vengono, difatti, arrestate 13 persone fra cui Francesco e Antonio Perre per aver coltivato cannabis nel Territorio del Nord, precisamente a Hidden Valley a 500 km a sud di Darwin.
Ancora una volta, però, le numerose indagini non portano alla conclusione, o a una migliore conoscenza del crimine italo-australiano in Australia. Addirittura quando un informatore racconta di riunioni avvenute in Calabria, presso un luogo noto come la Madonna della montagna, si pensa faccia riferimento a dicerie calabresi e a un libro di Malafarina (La 'ndrangheta del 1986) dove si racconta di una riunione a Montalto Uffugo sventata dalla polizia.
Dalle indagini dell'operazione Siderno Group il 22 luglio 1990 si svolge una riunione ad Ardore Marina tra esponenti di livello internazionale della 'Ndrangheta, tra cui Domenico Sergi per l'Australia, Vincenzo Trento per il Canada, Eliseo Lazzarino per il Belgio e Anthony Cipriani di Terranova Sapio Minulio (arrestato una volta in Australia il 21 agosto del 1984) per trafficare in eroina. Quest'ultimo si muoveva tra Regno Unito, Svizzera e Paesi Bassi, probabilmente per fini di riciclaggio.
Per l'Australia era presente anche Giuseppe Macrì (nato a Siderno il 15 novembre 1938), arrestato nel novembre 1983 insieme a Giovanni Nirta, Paolo Alvaro e Antonio Franco per coltivazione di cannabis.
Nel Siderno Group per l'Australia vi erano anche esponenti dei Musitano, dei Commisso, dei Papalia, dei Sergi e dei D'Agostino.
Nel 1993 viene gambizzato Rocco "Roy" Barbaro.
Il 2 marzo 1994 viene ucciso con un pacco-bomba il sergente dell'NCA (National Crime Authority) Geoffrey Bowen chiamato a testimoniare nel processo per traffico di droga in cui erano imputati proprio Francesco e Antonio Perre, fratello e nipote di colui che, pochi giorni dopo, fu arrestato e accusato dell'omicidio.
A maggio dello stesso anno, Salvatore Scaffidi viene accusato di possesso di Cannabis con l'intento di rivenderla; mentre fu messo agli arresti domiciliari in attesa del processo fu anche accusato di essere il finanziatore di un laboratorio di anfetamine a Gingin, dove la polizia scoprì 4 kg di "speed" del valore di 2 milioni di dollari.
Morì, senza affrontare il processo, ad ottobre del 1994 di Mesotelioma, malattia contratta quando lavorava nelle miniere di Wittenoom (Australia Occidentale) nel 1963.
Si scoprì poi che doveva 100 000 dollari al boss del gioco d'azzardo di Northbridge, sobborgo di Perth (Australia Occidentale) Carlo Rispoli.
Nel settembre del 1994, uno dei tre figli di Bruno Romeo, Giuseppe "Joe" Romeo viene incarcerato per 4 anni per una sua piantagione di Cannabis a Cobar (Nuovo Galles del Sud).
Dall'operazione Castanea e Monsoon si evincono possibili collegamenti tra i colombiani e gli italo-australiani per il traffico di droga internazionale, in cui era coinvolto un argentino il cui fratello fu arrestato in Argentina nel 1987 insieme a Paolo Sergi, Antonio Calabrò e Stefano Romeo per il possesso di 43 kg di eroina.
Tutte le operazioni si concludono nel 1995 con l'arresto di 271 persone, il sequestro di 37 000 piante e 10 tonnellate di canapa, 400 kg di anfetamine, 1 100 000 dollari australiani e beni immobili del valore di 6 milioni di dollari.

### Anni Duemila - Il caso Madafferi ed il sequestro di un carico di ecstasy
Nel 2002 viene ucciso in un frutteto a Griffith Antonio Romeo, sposato con la figlia di Giovanni Sergi. La polizia australiana pensa a due piste: Lo stesso Sergi mandò un sicario per motivi d'onore (poiché tradiva sua figlia) o per motivi economici, essendo un trafficante scomodo a Pasquale "Pat" Barbaro (figlio di Francesco Barbaro), dell'omonima famiglia.
Nel 2005 il ministro australiano Amanda Vanstone revoca l'ordine di deportazione al presunto ndranghetista originario di Oppido Mamertina Francesco Madafferi che risultava sul suolo australiano come clandestino. 
Francesco e il fratello Antonio, un titolare di stallo nel commercio all'ingrosso nel mercato di frutta e verdura di Melbourne furono accusati da un rapporto della Polizia dello Stato di Victoria di appartenere ad una famiglia coinvolta in ricatti, estorsioni e omicidi.
Il rapporto è stato pubblicato nel 2000 in un'udienza durante la battaglia di Francesco contro la deportazione, ma è stato successivamente respinto da un giudice dell'Administrative Appeals Tribunal come contenente le informazioni da informatori della polizia senza nome e forse inaffidabili.
La ministra giustificò la sua decisione di garantire a Madaffari un visto a causa della sua insanità mentale.
Sebbene sia accusato che i genitori e gli affiliati di Madafferi abbiano donato fino a 100 000 dollari australiani al Partito Liberale e quattro politici liberali abbiano discusso sul visto del calabrese.
Il 9 agosto 2008 a Melbourne, a conclusione di un'operazione cominciata nel 2007, viene sequestrato un carico di ecstasy dal valore di 264 milioni di euro. Nell'operazione sono state arrestate 21 persone di cui alcune anche in Europa: Belgio, Paesi Bassi, Germania e Italia. Il traffico era gestito in collaborazione con l'associazione criminale di motociclisti dei Black Uhlans. Tra gli arrestati Pasquale "Pat" Barbaro e Francesco Madafferi.

### Anni 2010 - L'operazione Crimine, l'omicidio di Joseph Acquaro e di Pasquale Barbaro

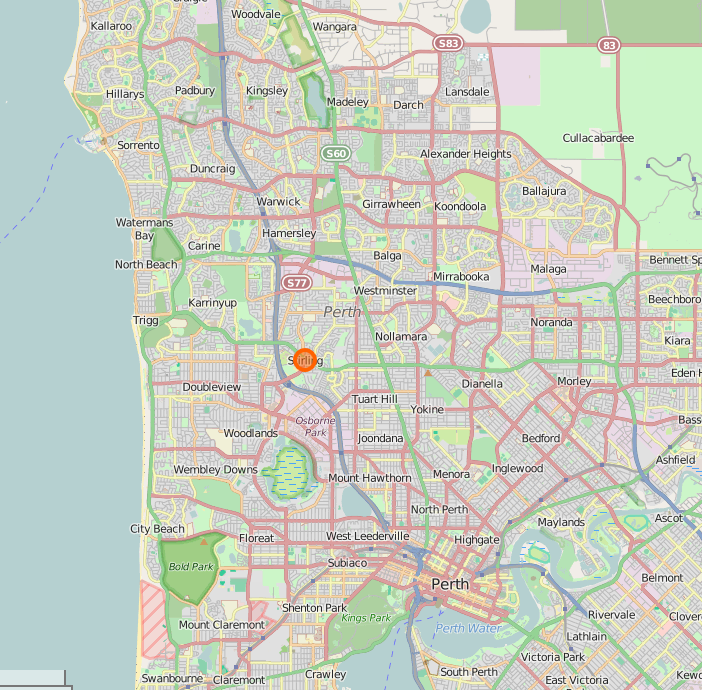
A Stirling (Perth), con l'operazione Crimine 2 viene scoperto un locale di 'ndrangheta (2011)

Con l'operazione Crimine del 2010 si è confermato che i locali presenti in Australia fanno riferimento a una camera di controllo detta Crimine, i cui componenti fanno capo al Crimine di Polsi e si riuniscono periodicamente con le cosche calabresi per assumere decisioni e coordinarsi fra di loro.
A conclusione dell'operazione Crimine 2 il 9 marzo 2011 si viene a conoscenza del Locale di Stirling, Perth, e di un presunto esponente, nonché ex sindaco della città, Tony Vallelonga.
La 'Ndrangheta è tuttora presente in tutti gli stati australiani eccetto il Territorio del Nord e la Tasmania; i gruppi più attivi sono i Papalia-Sergi-Barbaro, gli Alvaro e i Giorgi-Morabito-Barbaro.
Nell'intera nazione sarebbero attive ben 31 famiglie che controllerebbero il 60% del traffico di droga in Australia.
Ad oggi le forze dell'ordine australiane non ritengono vi siano organizzazioni criminali di stampo mafioso nel loro territorio, nonostante i numerosi processi e condanne definitive avvenute in passato.
Ad oggi nel report annuale creato dall'Australian Crime Commission non si fa menzione di 'ndrangheta.
Il 10 luglio 2013 muore di polmonite in un ospedale di Phnom Penh in Cambogia Nicola "Nick" Ciconte (1955) membro di spicco della 'ndrangheta di Gold Coast, latitante e ricercato dalle forze dell'ordine italiane.
Era accusato di traffico internazionale di droga ed in particolare di aver trasportato tonnellate di cocaina dal Sud America attraverso l'Italia in Australia tra il 2002 ed il 2004. Si trovava in Cambogia, a Sihanoukville a causa della prevista richiesta di estradizione da parte delle autorità italiane verso il governo australiano.
A settembre 2014 l'Enforcement Directorate in India insieme alla AFP australiana scopre un riciclaggio di denaro nello stato indiano del Punjab attraverso Tailandia, Australia, Stati Uniti e Hong Kong; le attività sul territorio australiano erano gestite dai Barbaro dagli stati del Nuovo Galles del Sud e di Vittoria attraverso conti bancari australiani e complesse strutture aziendali.
Il 28 giugno 2015 va in onda sulla ABC australiana la puntata "The Mafia in Australia: Drugs, Murder and Politics" (La Mafia in Australia: Droghe, Omicidi e Politica) di Four Corners, una indagine giornalistica in collaborazione con il giornale Fairfax dove mostra il grado di penetrazione della mafia calabrese nel tessuto politico australiano a livello federale e statale (sia partiti conservatori che liberali) grazie alle falle presenti nel sistema di raccolta fondi dei partiti politici.
Sarebbero riusciti ad entrare in contatto oltre che con diversi esponenti di spicco del partito liberale australiano anche con l'ex primo ministro (1996 - 2007) John Howard, ma non è stato dimostrato che lui né fosse a conoscenza di chi avesse incontrato. Nel documentario inchiesta viene anche raccontato del caso Amanda Vanstone e dell'origine della 'ndrangheta sul suolo australiano.
Il 16 marzo 2016 viene ucciso l'avvocato Joseph Acquaro a Lygon Street, nel quartiere di Carlton a Melbourne. L'omocidio secondo le forze dell'ordine sarebbe riconducibile a Tony Madafferi. L'avvocato in passato assunse la difesa in diversi processi al fratello di Tony, Frank, ora in carcere. Secondo una prima ricostruzione avrebbe voluto la sua morte per alcune rivelazioni fatte al giornalista Nick McKenzie. La polizia di Victoria insieme alla Task Force Purana stanno indagando sul caso.
Il 16 novembre 2016 viene ucciso a Earlwood, un sobborgo a sud di Sydney, Pasquale Barbaro (1981), omonimo del più famoso zio "Pat" condannato a 30 anni di carcere nel 2009 e del cugino ucciso assieme a Jason Moran nel 2003 dalla banda di Carl Williams, mentre era in libertà su cauzione in attesa dell'udienza del processo che lo vedeva imputato per traffico di droga. Era vicino al boss della banda criminale libanese Brothers 4 life: Farhad Qaumi.
Due settimane dopo, il 30 novembre vengono arrestate 8 persone tra cui 4 i possibili presunti omicidi di Barbaro. Questo risulta sia stato il sesto omicidio negli ultimi mesi relativi a fatti di droga, e in particolare di ice (shaboo): Walid Ahmad, Safwan Charbaji, Mark Pasqua, Micheal Davey, Adrian Buxton. Le indagini sono ancora in corso ma sembra possano essere coinvolti i Rebels MC o altri gruppi criminali con cui erano in affari per l'importazione di cocaina. Sembra inoltre possa essere coinvolto nell'omicidio dei fratelli Quaumi.
A marzo 2017 Rocco Aricò viene condannato in primo grado a 14 anni di carcere per estorsione e traffico di droga, era vicino con la 'ndrangheta di Carlton ma aveva collegamenti anche col greco Carl Williams e i Bandidos MC.

### Oggi - L'arresto di Strangio a Bali e l'omicidio di John Peter Latorre
Il 12 febbraio 2023 dall'Interpol viene arrestato Antonio Strangio (degli Strangio detti janchi) all'aeroporto di Bali in Indonesia, ricercato dal 2016 per l'operazione Eclissi in cui era accusato di traffico di droga (166 chili di hashish) e per agevolato i Bellocco si era trasferito in Australia, ad Adelaide, in quanto essendo stato naturalizzato cittadino australiano non poteva essere estradato per i crimini commessi. Fino ad ora era stato tenuto sotto controllo, anche a distanza, grazie al progetto I-CAN (Interpol Cooperation Against 'Ndrangheta).
il 12 marzo 2024 a Greenvale (Victoria) viene ucciso il fruttivendolo John Peter Latorre, originario di Oppido Mamertina, la polizia di Victoria sospetta si un omicidio legato agli affari dell'ortofrutta all'ingrosso. Latorre sarebbe un finanziatore del Partito Liberatore sin dal 2000 ed avrebbe spinto per far rilasciare un visto a Francesco “Frank Mad” Madaffari, presunta persona legata al narcotraffico australiano.
Il 30 aprile 2024 a Melbourne prendono due ristoranti: "La Porchetta” e il “Negroni 888". Alcune quote societarie del primo locale erano in possesso di Francesco Madaffari.

## Cultura di massa
- Underbelly: A Tale of Two Cities
- Underbelly Files - L'infiltrato
- Puntata del 28 giugno 2015 dell'emittente televisiva australiana ABC Four Corners in collaborazione con Fairfax Media dal titolo: The Mafia in Australia: Drugs, Murder and Politics (La Mafia in Australia: Droge, Omicidi e politica)[52]
- The black hand, Serie televisiva documentario di ABC in uscita il 24 giugno del 2023 diretto da  Kriv Stenders[53]
- Podcast di SBS: My australian mafia road trip del 2024 con Carlo Oreglia e Anna Sergi[54]